# Tranvía de Nancy
En Nancy, se han sucedido dos redes de tranvía:
- Primero, una red clásica sobre hierro, creada en 1874, como una de tantas ciudades en aquella época. La red fue abandonada en el año 1958,
- Después de un periodo de latencia y reflexión, se creó una nueva línea de tranvía sobre neumáticos en el año 2000.

Esta nueva línea está siendo explotada por la red del Servicio de Transporte de la Aglomeración de Nantes (siglas en francés: STAN). El rodamiento clásico ha sido abandonado en favor de una tecnología de tranvía sobre neumáticos con vehículos híbridos de trolebús, tranvía y autobús de tránsito rápido), que aprovecha en gran medida una de las líneas de trolebús de la red creada en 1982 e interrumpida en 1998. El tranvía actual circula por un medio guiado durante aproximadamente el 60% del recorrido, y no guiado, como un trolebús ordinario, el 40% restante. La tracción diésel-eléctrica sólo se usa para llevar los vehículos al depósito y durante los desviaciones de las líneas, (trabajos, incidentes etc.)

## Historia

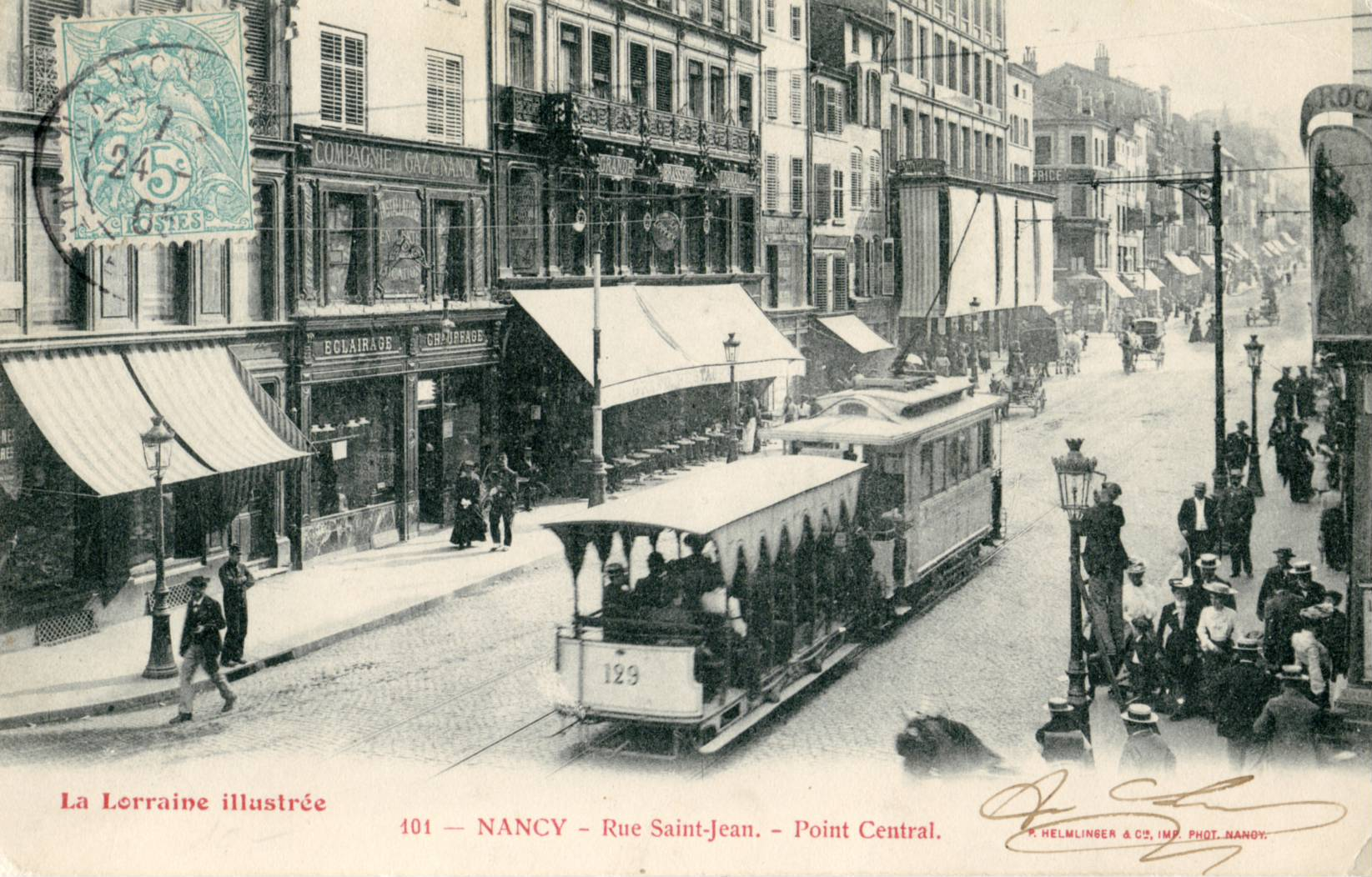
Los antiguos tranvías de Nancy (aproximadamente 1905).

### Antes de 1958
Como en la mayoría de las ciudades francesas, Nacy fue dotada a finales del siglo XIX de una red de tranvía urbano: desde 1874 con tracción a caballos; a partir de 1899 con tracción eléctrica. La red se concede inicialmente a un industrial belga Frédéric de la Hault, y fue explotada por la Compañía General Francesa de Tranvías.
En 1919, la red de Nancy y alrededores se agranda con la incorporación de dos líneas suburbanas desde Pont-Saint-Vincent y Dombasle-sur-Meurthe, hasta entonces concedida a la Compañía de Transportes Suburbanos.
La competencia del automóvil entraña, como en la mayoría de las ciudades francesas, su desaparición progresiva. Comienza en 1984 con la desaparición de las líneas suburbanas, más tarde, en 1951, se sustituyen los tranvías por autobuses en algunas de las líneas urbanas. Finalmente, el 2 de diciembre de 1958, los tranvías de la línea 3 Laxou—Essey, últimos en circulación, también fueron reemplazados.

### El periodo transitorio (1958-1980)
Nancy ha heredado de su pasado una red viaria poco adaptada a una circulación intensa, sólo existen unas pocas arterias principales que permitan absorber el tráfico diario de la ciudad.
Debido al crecimiento considerable de la circulación de automóviles se llevaron a cabo algunas medidas entre 1960 y 1974. Se adaptaron los cruces, se instalaron semáforo, se reglamentó el estacionamiento, se crearon las calles de sentido único, se densificó la señalización horizontal y se puso en marcha un sistema de regulación centralizado del tráfico por ordenador. Estas medidas mejoraron considerablemente el tráfico y además lo favorecieron, con el inconveniente de que las vías estaban siendo usadas en su máxima capacidad: la circulación de los coches en el centro era muy densa, el cuadro de vida es devaluó, y el transporte público era difícilmente administrable.
De este modo, cuando el distrito toma la competencia del transporte público en 1980, la red se encontraba moribunda. La necesidad de llevar a cabo una revalorización del sistema de transporte era flagrante, y se llegaron a proponer algunas ideas, como por ejemplo la creación de una red que utilizara la tecnología TTI-Otis, (en inglés) Personal Rapid Transit (PRT) formado por cabinas de seis plazas propulsadas por un motor de inducción linear y de conducción automática integral. Este sistema innovador, fue abandonado en 1974, a favor de algo más usual como el autobús, aumentando la flota y las frecuencias. La única medida para mejorar la circulación de los autobuses en el centro de la ciudad es la construcción de un bulevar circular.
La renovación política de 1977 desembocó en la creación, en 1978, del "Grupo de Desplazamientos" que estudia, a partir de la evolución de la población, de los empleos y de la movilidad, cinco escenarios de políticas de desplazamientos urbanos. Se entendió que era necesario desarrollar el transporte público: se realizaron tres estudios de viabilidad para decidir entre autobús, tranvía y trolebús articulado.
El tranvía se abandonó porque parecía imposible de introducir en las calles de Nancy, y además los costes eran demasiado elevados. Quedaban como opciones el autobús y el trolebús. El trolebús presentaba una imagen que debía ser mejorada (poco ruidoso, poco contaminante en el centro de la ciudad, más cómodo y más barato). Por ello se desarrolló la Operación Trolebús. 

### La década de 1980
Igual que muchas aglomeraciones francesas de más de 300.000 habitantes, Nancy pudo participar en el Concurso Cavaillé en 1974 para probar la reintroducción del tranvía en Francia. Se pretendía construir un verdadero Tranvía Francés Estándar (TFS) y permitir a Alstom el desarrollo de un tranvía adaptado a las ciudades francesas. 
Por diversas razones, Nancy rechaza la oportunidad y eligió un sistema de trolebús articulado por vía reservada.

### La "Operación Trolebús" (1980-1983)
Se llevó a cabo desde marzo de 1980 a septiembre de 1983, consistió en:
- Crear tres líneas de trolebús utilizando 48 trolebuses articulados bimodales PER 180 H.
- Poner en marcha un plan de circulación privilegiada, favoreciendo el transporte público sin penalizar a los vehículos privados. Este plan de circulación se basa en la implantación de corredores reservados para el transporte público y en un sistema doble de regularización centralizada.
- Aumentar cuantitativamente la red: 20,5% más de vehículos por km y 35,9% plazas por km.
- Mejorar cualitativamente la oferta de transporte asegurando una mejor regularidad de pasajeros en las paradas y disminuir los tiempos de trayecto.
- Reestructurar la red con la creación de una línea de desvío diametralizando varias líneas para evitar en el centro de la ciudad la superposición de tramos de líneas y estacionamientos de vehículos.
- Realizar trabajos de mantenimiento de los vehículos, de las paradas y de los términos de las líneas.
- Hacer un esfuerzo particular para informar al usuario y renovar la señalización de la red.

Se realizaron tres líneas de trolebús (la línea 3 Laxou Provinces–Pulnoy (línea 33) o Laxou Provinces–Seichamps (línea43), la línea 4 Brabois–Beauregard y la línea 19 Île-de-Corse–Champ-le-Bœuf), electrificadas por medio de catenarias bifilares continuas de 750V sobre la casi totalidad de la línea. Se optaron por los trolebuses bimodales PER 180, cuya capacidad era la misma que la de los autobuses PR 180 (146 plazas), dotados de un motor eléctrico y de un motor térmico de la misma potencia (225 CV). Este cambio supuso una innovación que permitía a los trolebuses circular cuando la catenaria no estuviese disponible, ya sea en debido a obra, de ruptura de la alimentación, en zonas periurbanas o en las cocheras. La propulsión eléctrica, más silenciosa y limpia en el centro de la ciudad (pero más cara) permite una velocidad de 41km/h, dos veces más rápida que el autobús, limitado a 20 km/h.
En el centro de la ciudad se llevó a cabo una política de regulación de la circulación basada en la retención de vehículos en la periferia y en la "organización y fluidez" de las vías críticas para evitar la saturación de la red. Este sistema de de regulación general de la circulación se basó esencialmente en sistemas inteligentes de transporte de detección del tráfico, y de regulación de semáforos por ordenador. La circulación del transporte público se mejoró construyendo vías reservadas. El sistema de gestión centralizada de autobuses y trolebuses, unido al primer sistema de regulación, permite vigilar la circulación y favorecer al transporte público, por ejemplo, abriendo un semáforo cuando se aproxime un autobús.

## La nueva red

### La década de los 90

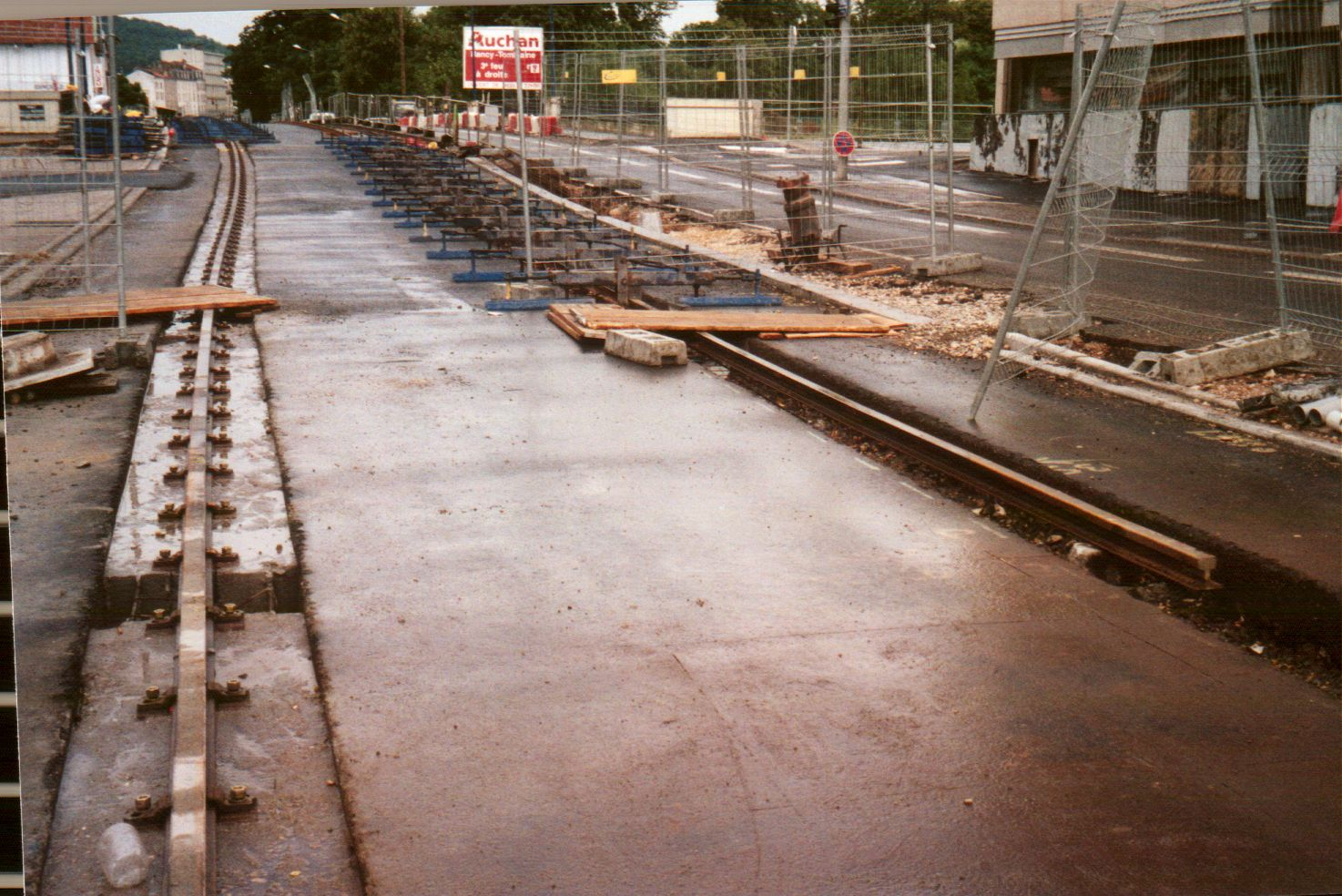
Construcción de la nueva red: el raíl guía en cada una de las vías.

En la década de los 90, durante la segunda fase de la construcción del tranvía en Francia, además de seguir explotando la red preferente, ponen en marcha un sistema híbrido que permitirá:
- Reutilizar una parte de las infraestructuras eléctricas del trolebús.
- Evitar la construcción de un sistema de vía reservada en las zonas periféricas.
- Ser pioneros, ya que nunca una línea de tranvía sobre neumáticos había sido construida.

El constructor ferroviario quebequense Bombardier Transport, tenía, precisamente, un modelo de transporte público híbrido y bimodal, para su filial belga La Brugeoise et Nivelles sobre una corta línea turística.
Además, Nancy se encuentra en una depresión, la línea de tranvía debería superar fuertes pendientes. Contando con las modificaciones necesarias y además los motivos económicos, se decidió la construcción de un medio de transporte híbrido. 

### A partir del año 2000

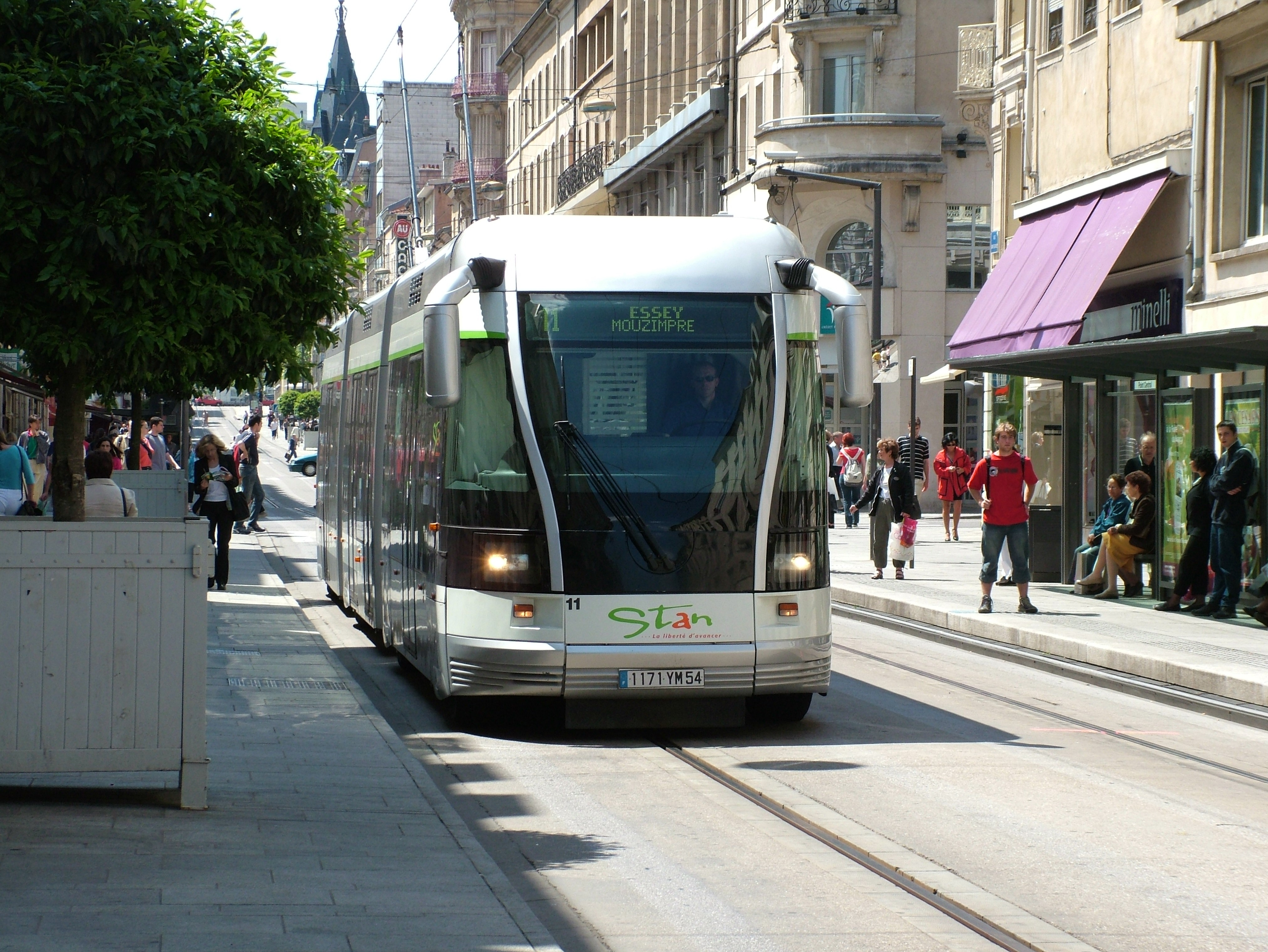
Tranvía de Nacy.

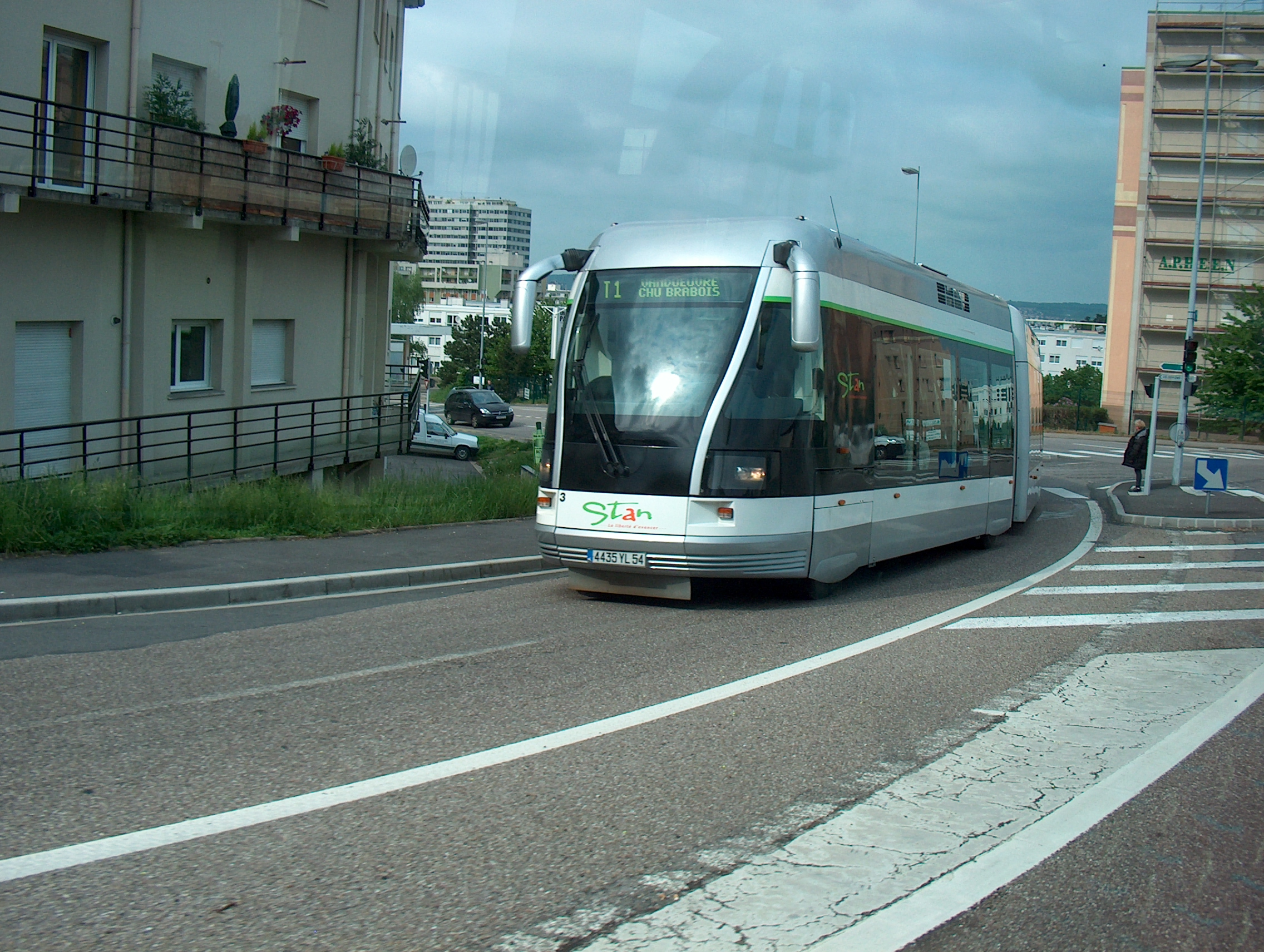
Cuesta en Brabois en modo autónomo no guiado.

Este tranvía sobre neumáticos, que se aproxima a lo que hoy día llamaríamos autobús de tránsito rápido, ha dejado un regusto tras su puesta en marcha en 2000 por:
- La ausencia de una vía reservada integral que obliga al vehículo a abandonar el raíl central y volver a la circulación automóvil.
- La insuficiencia de pruebas de errores de software,
- Los problemas de fiabilidad del material rodante.

Pero el paso directo a un servicio comercial con una fase de pruebas muy limitado, dio lugar a numerosos incidentes (a veces incluso con heridos leves), dando lugar a la polémica sobre la conveniencia o no de no haber elegido un tranvía tradicional, a priori más fiable.
Durante el primer año, el tranvía fue inmovilizada para tareas de testeo y de actualización. Poco a poco se retomó el servicio, hasta que se aseguró el servicio comercial. La frecuencia oficial es, desde septiembre de 2006, un tranvía cada cinco minutos, pero en la teoría el servicio es muy irregular.
Pero, la red de bus no fue adaptada correctamente a este nuevo medio de transporte, la velocidad comercial no fue aquella inicialmente prevista: 15,2 km/h en lugar de los 20 km/h anunciados por el constructor; lo que se tradujo en una disminución de las frecuencias de las líneas.
La adaptación y construcción de una segunda línea (mayormente de trolebús y probablemente compartiendo red con la primera línea entre la estación de tren y el centro de la ciudad), debería permitir que se volviera a dar al autobús un lugar importante en el conjunto del reordenamiento viario de la ciudad de Nantes.

### Las futuras líneas
La Comunidad Urbana de Gran Nancy cuenta con la creación de una segunda (y tercera) línea. La concertación fue lanzada en 2006. No se excluye un sistema más clásico, como por ejemplo un trolebús con vía reservada parcial, o incluso algo más innovador como un tren ligero.

## Anexos